# Веткин, Михаил Иванович
Михаи́л Ива́нович Ве́ткин (1 января 1885, Веткино, Сернурская волость, Уржумский уезд, Вятская губерния, Российская империя ― 11 мая 1938, Казань) — марийский советский деятель образования и просвещения, педагог, этнограф, фольклорист. Герой Труда (1923).

## Биография
Родился в 1885 году в дер. Веткино ныне Сернурского района Марий Эл в марийской крестьянской семье.
Окончил двухклассное училище, работал в школе грамоты в родной деревне. До 1907 года учился в Казанской инородческой учительской семинарии, но был исключён оттуда за участие в нелегальном студенческом кружке, был выслан из Казани. Затем вернулся туда, в 1913 году окончил Казанский учительский институт, в 1925 году ― Высшие научные педагогические курсы в Москве. С 1918 года заведовал Сернурскими педагогическими курсами, затем ― сотрудник Краснококшайского педагогического техникума Марийской автономной области, Наркомпроса РСФСР, преподаватель Восточно-педагогического института в Казани, МарНИИ, заведовал кафедрой педагогики Марийского педагогического института имени Н. К. Крупской. Участвовал в создании учебных программ, методических пособий для марийских школ. Также известен как исследователь этнографии и фольклора народа мари.
В 1923 году за вклад в развитие народного образования ему присвоено звание «Герой Труда».
В 1938 году арестован как член «штаба марийской буржуазно-националистической организации». Репрессирован, 10 мая 1938 года приговорён к высшей мере наказания, 11 мая расстрелян в Казани по «сталинскому расстрельному списку». Похоронен на Архангельском кладбище Казани.

## Признание
- Герой Труда (1923)[1]

## Память
- Его имя выбито на стеле Архангельского кладбища в Казани[4].
- Является прототипом Михаила Веткана в романе «Элнет» основоположника марийской художественной литературы Сергея Чавайна[5].